# Tân Đài tệ
Tân Đài tệ (tiếng Trung: 新臺幣 hoặc 新台幣; bính âm: Xīntáibì, nghĩa là Tiền Đài Loan mới, mã tiền tệ TWD và viết tắt thông thường là NT$), hay Đô la Đài Loan hoặc đơn giản là Đài tệ (臺幣) là đơn vị tiền tệ chính thức của Trung Hoa Dân Quốc, được sử dụng tại vùng lãnh thổ Đài Loan và các đảo Bành Hồ, Kim Môn, Mã Tổ kể từ năm 1949. Ban đầu được phát hành bởi Ngân hàng Đài Loan. Hiện nay được phát hành  bởi Ngân hàng Trung ương Trung Hoa Dân Quốc.
Dù tên tiếng Anh chính thức cho loại tiền tệ này là dollar, trong tiếng Quan Thoại nó được gọi là yuan (như với các chữ số Trung Quốc, chữ viết của đơn vị tiền tệ này có hai cách viết — một cách viết không chính thức 元 (nguyên) và một cách viết chính thức 圓 (viên) để tránh sự thay đổi và các nhầm lẫn tính toán). Trong ngôn ngữ thông tục, nó được gọi là kuài (塊 "khối") trong tiếng Quan thoại hoặc kho͘ (箍 "cô" - vòng, đai) trong tiếng Phúc Kiến và  銀 (ngiùn,  "ngân" -bạc-) trong tiếng Khách gia. Nó thường được những kiều dân sinh sống và làm việc ở Đài Loan và bởi dân địa phương khi nói tiếng Anh gọi là "NT". Các đơn vị tiền tệ nhỏ hơn của yuan hiếm được sử dụng vì trên thực tế tất cả các sản phẩm trên thị trường tiêu dùng được bán với các đơn vị yuan nguyên.

## Lịch sử
Tân Đài tệ đã được phát hành lần đầu bởi Ngân hàng Đài Loan vào ngày 15 tháng 6 năm 1949 để thay thế Cựu Đài tệ với tỷ lệ 40.000/1. Mục tiêu đầu tiên của Tân Đài tệ là chấm dứt lạm phát phi mã gây hại cho Đài Loan và Trung Hoa đại lục do nội chiến. Một vài tháng sau, Trung Hoa Dân Quốc dưới sự lãnh đạo của Quốc Dân Đảng (KMT) đã bị những người Cộng sản Trung Quốc đánh bại và rút lui qua đảo Đài Loan.
Dù Đài tệ lúc đó là tiền tệ de facto của Đài Loan, trong nhiều năm, đồng tiền yuan Quốc dân Trung Quốc vẫn là tiền tệ quốc gia chính thức của Trung Hoa Dân Quốc. Yuan Quốc dân Trung Quốc vẫn là tiền tệ chính thức của Trung Hoa Dân Quốc. Yuan Quốc dân Trung quốc cũng được biết đến dưới tên gọi tiền tín dụng (法幣) (pháp tệ, định hóa tệ, tiền giấy không chuyển đổi, tiền quy ước) hay ngân nguyên (銀元), dù nó đã được tách riêng ra khỏi giá trị của bạc trong Chiến tranh Thế giới thứ nhất. Nhiều đạo luật cũ của Trung Hoa Dân Quốc có các mức phạt vi cảnh và phí theo loại tiền này.
Theo s:Quy định hiện hành về tỷ suất giữa Tân Đài tệ và Định hóa tệ trong luật Trung Hoa Dân Quốc (現行法規所定貨幣單位折算新臺幣條例), tỷ giá trao đổi được cố định 3 TWD/1 yua bạc và đã không hề thay đổi dù trải qua nhiều thập kỷ lạm phát. Dù cho yuan bạc là tiền tệ chính thức đầu tiên, người ta không thể mua, bán hoặc sử dụng nó, do đó trên thực tế nó không tồn tại đối với công chúng.
Tháng 7 năm 2000, Tân Đài tệ đã chính thức trở thành tiền tệ chính thức của Trung Hoa Dân Quốc và nó không còn là đơn vị tiền tệ thứ cấp của yuan bạc nữa. Đồng thời, Ngân hàng Trung ương đã bắt đầu phát hành tiền giấy Tân Đài tệ trực tiếp và giấy bạc cũ do Ngân hàng Đài Loan phát hành đã được rút khỏi lưu thông.
Trong lịch sử của đồng tiền này, tỷ giá hối đoái so với dollar Mỹ (USD) đã biến thiên từ hơn 40 TWD/1 USD thập niên 1960 đến mức 25 TWD/1USD khoảng năm 1992. Trong những năm gần đây, tỷ giá này đã là 33 TWD/1USD.

## Tiền giấy
Tiền giấy Đài tệ có các mệnh giá 100 yuan, 500 yuan, 1.000 yuan, và 2.000 yuan.
Cần lưu ý rằng những tờ giấy bạc mệnh giá 200 và 2000 không được sử dụng phổ biến. Nguyên nhân chính xác vẫn chưa rõ. Một cách giải thích có thể chấp nhận được là hai loại mệnh giá này mới ra và người dân cần có thời gian để làm quen với chúng. Một lý do mà người dân không sử dụng là do đồng tiền mệnh giá lớn không tiện cho việc chi tiêu.
Tại thời điểm cuối năm 2008, các tờ tiền mệnh giá 1.000 yuan chiếm tới 84,25% tổng giá trị Đài tệ đang lưu thông. Trong khi đó, các tờ mệnh giá 500 và 100 yuan chỉ chiếm 4,72% và 6,04%.
| Sê ri 1999        | Sê ri 1999 | Sê ri 1999  | Sê ri 1999  | Sê ri 1999                                                            | Sê ri 1999                           | Sê ri 1999             | Sê ri 1999             | Sê ri 1999 | Sê ri 1999 | Sê ri 1999               |
| Hình ảnh          | Giá trị    | Kích thước  | Màu chủ đạo | Miêu tả                                                               | Miêu tả                              | Miêu tả                | Ngày                   | Ngày       | Ngày       | Chú thích                |
| Hình ảnh          | Giá trị    | Kích thước  | Màu chủ đạo | Mặt trước                                                             | Mặt sau                              | Ảnh mờ                 | in ấn                  | phát hành  | rút tiền   | Chú thích                |
| ----------------- | ---------- | ----------- | ----------- | --------------------------------------------------------------------- | ------------------------------------ | ---------------------- | ---------------------- | ---------- | ---------- | ------------------------ |
|                   | NT$100     | 145 × 70 mm | Đỏ          | Tôn Trung Sơn, "Đại đồng chương" của Khổng Tử                         | Tòa nhà Trung Sơn                    | Hoa mơ và chữ số 100   | 2000 (Dân quốc năm 89) | 02/07/2001 |            |                          |
| [ liên kết hỏng ] | NT$200     | 150 × 70 mm | Xanh lá     | Tưởng Giới Thạch, chủ đề của cải cách ruộng đất và giáo dục công cộng | Dinh Tổng thống (Đài Loan)           | Hoa Lan và chữ số 200  | 2001 (Dân quốc năm 90) | 02/01/2002 |            |                          |
|                   | NT$500     | 155 × 70 mm | Nâu         | Sân bóng chày thiếu niên                                              | Hươu sao Đài Loan và Núi Đại Bá Tiêm | Tre và chữ số 500      | 2000 (Dân quốc năm 89) | 2000-12-15 | 2007-08-01 | không có dãy ảnh toàn ký |
|                   | NT$500     | 155 × 70 mm | Nâu         | Sân bóng chày thiếu niên                                              | Hươu sao Đài Loan và Núi Đại Bá Tiêm | Tre và chữ số 500      | 2004 (Dân quốc năm 93) | 20/07/2005 |            | có dãy ảnh toàn ký       |
|                   | NT$1000    | 160 × 70 mm | Xanh dương  | Giáo dục tiểu học (năm 1999 bị lỗi)                                   | Syrmaticus mikado và Núi Ngọc Sơn    | Chi Cúc và chữ số 1000 | 1999 (Dân quốc năm 88) | 03/07/2000 | 01/08/2007 | không có dãy ảnh toàn ký |
|                   | NT$1000    | 160 × 70 mm | Xanh dương  | Giáo dục tiểu học (năm 1999 bị lỗi)                                   | Syrmaticus mikado và Núi Ngọc Sơn    | Chi Cúc và chữ số 1000 | 2004 (Dân quốc năm 93) | 20/07/2005 |            | có dãy ảnh toàn ký       |
| [ liên kết hỏng ] | NT$2000    | 165 × 70 mm | Tím         | FORMOSAT-1, công nghệ                                                 | Cá hồi Đài Loan và Núi Nam Hồ        | Thông và chữ số 2000   | 2001 (Dân quốc năm 90) | 01/07/2002 |            | có dãy ảnh toàn ký       |

## Tiền kim loại
Tiền kim loại Đài tệ có các mệnh giá: 1, 5, 10, 20, 50 yuan
| Tiền xu hiện đang lưu hành | Tiền xu hiện đang lưu hành | Tiền xu hiện đang lưu hành | Tiền xu hiện đang lưu hành | Tiền xu hiện đang lưu hành                                      | Tiền xu hiện đang lưu hành                | Tiền xu hiện đang lưu hành                                                                                         | Tiền xu hiện đang lưu hành | Tiền xu hiện đang lưu hành |
| Hình ảnh                   | Giá trị                    | Thông số kỹ thuật          | Thông số kỹ thuật          | Thông số kỹ thuật                                               | Mô tả                                     | Mô tả | Ngày                       | Ngày                       |
| Hình ảnh                   | Giá trị                    | Đường kính                 | Cân nặng                   | Thành phần                                                      | Mặt trước                                 | Mặt sau | đúc lần đầu                | phát hành                  |
| -------------------------- | -------------------------- | -------------------------- | -------------------------- | --------------------------------------------------------------- | ----------------------------------------- | --- | -------------------------- | -------------------------- |
| [ liên kết hỏng ]          | NT$1⁄2                     | 18 mm                      | 3 g                        | 97% Đồng 2.5% Kẽm 0.5% Thiếc                                    | Hoa Mơ, "中華民國XX年"                    | Giá trị | 1981 (Dân quốc năm 70)     | 08/12/1981                 |
|                            | NT$1                       | 20 mm                      | 3.8 g                      | 92% Đồng 6% Niken 2% Nhôm                                       | Tưởng Giới Thạch, "中華民國XX年"          | Giá trị | 1981 (Dân quốc năm 70)     | 1981-12-08                 |
|                            | NT$5                       | 22 mm                      | 4.4 g                      | Đồng niken 75% Đồng 25% Niken                                   | Tưởng Giới Thạch, "中華民國XX年"          | Giá trị | 1981 (Dân quốc năm 70)     | 08/12/1981                 |
|                            | NT$10                      | 26 mm                      | 7.5 g                      | Đồng niken 75% Đồng 25% Niken                                   | Tưởng Giới Thạch, "中華民國XX年"          | Giá trị | 1981 (Dân quốc năm 70)     | 08/12/1981                 |
| [ liên kết hỏng ]          | NT$10                      | 26 mm                      | 7.5 g                      | Đồng niken 75% Đồng 25% Niken                                   | Tôn Trung Sơn, "中華民國XX年"             | Giá trị, cùng với dòng chữ ẩn "國泰" (Quốc Thái), "民安" (Dân An), cùng với đảo Đài Loan và hoa Mơ ẩn trong số "0" | 2011 (Dân quốc năm 100)    | 11/01/2011                 |
| [ liên kết hỏng ]          | NT$20                      | 26.85 mm                   | 8.5 g                      | Vòng ngoài: Đồng nhôm (như $50) Phần giữa: Đồng niken (như $10) | Mạc Na Lỗ Đạo, "莫那魯道", "中華民國XX年" | Ghe truyền thống của Người Yami                                                                                    | 2001 (Dân quốc năm 90)     | 09/07/2001                 |
|                            | NT$50                      | 28 mm                      | 10 g                       | Đồng nhôm 92% Đồng 6% Nhôm 2% Niken                             | Tôn Trung Sơn, "中華民國XX年"             | Hình số 50 bằng tiếng Trung và Chữ số Ả Rập                                                                        | 2002 (Dân quốc năm 91)     | 26/04/2002                 |